# Бисселл, Эмили
Эмили Бисселл (англ. Emily Perkins Bissell, 31 мая 1861, Уилмингтон, Делавэр — 1948[…]) — американская социальная работникца и активистка, наиболее известна тем, что ввела в Соединённых Штатах рождественские виньетки.
Эмили родилась в Уилмингтоне, штат Делавэр. Она прославилась ещё в юном возрасте как основательница первого в городе государственного детского сада и благодаря своим усилиям по введению в этом штате законов о детском труде. В 1883 году она основала организацию, ныне известную как West End Neighborhood House, которая изначально оказывала социальные услуги ирландским и немецким семьям иммигрантов Уилмингтона. Бисселл писала под псевдонимом Присцилла Леонард.

## Антисуфражистская деятельность
Бисселл была частью антисуфражистского движения. Она писала: «Голосование — это часть работы человека. Избирательная урна, патронная будка, будка присяжных, будка часового — всё это идет рука об руку в его жизни. Женщины не могут вмешаться и взять на себя ответственность и обязанности по голосованию, заняв это место в значительной степени».
В 1896 году Бисселл опубликовала эссе под названием «Ошибочное призвание героинь Шекспира», написанное в форме отчёта о лекции для суфражисток. Предполагаемый оратор начинает нападать на драматурга елизаветинской эпохи Шекспира за то, что тот помещал своих женских персонажей в неподходящие ситуации, где им не позволялось демонстрировать свои истинные способности. Например, вместо Офелии Гамлету гораздо больше подошла бы более сильная леди Макбет, в то время как самому Макбету больше подошла бы Порция. Публика с восторгом встречала её нападки на Шекспира, заканчивая криками «Долой Шекспира!» Пародия должна была показать, что женщинам абсурдно заниматься карьерой.
В 1900 году она дала показания перед Комитетом Сената США по избирательному праву женщин, утверждая, что женщинам нет места в политике. В марте 1903 года она выступила на многолюдном собрании в Конкорде, штат Нью-Гэмпшир, выступая против предложенной поправки к конституции штата, которая исключала бы слово «мужской» из пункта об избирательном праве. Поправка не была принята.

## Рождественские виньетки
Несколько лет спустя, в 1907 году, она увлеклась помощью людям, больным туберкулёзом. Она уже слышала об идее в Дании, согласно которой люди прикрепляют к своим почтовым отправлениям специальную марку, доходы от продажи которой идут на борьбу с болезнью, и решила внедрить ту же идею в Делавэре.
Её целью было собрать 300 долларов для местного санатория, используя ярко-красную марку, дизайн которой она разработала сама, и убедив местные почтовые отделения продавать их всего за 1 цент. По её мнению, таким образом даже самые бедные люди смогут помочь в борьбе с туберкулёзом.
Хотя поначалу эта идея не увенчалась успехом, Бисселл удалось получить достаточно рекламы от филадельфийской газеты, чтобы собрать 3000 долларов для Национальной ассоциации по борьбе с туберкулёзом, что в десять раз больше суммы, которую она изначально надеялась получить. Люди были заинтригованы идеей рождественских виньеток, и в следующем году Говард Пайл, известный иллюстратор из Уилмингтона, подарил дизайн второй марки.
Бисселл посвятила остаток своей жизни продвижению рождественских виньеток и помощи в борьбе с туберкулёзом.

## Смерть и память
Она умерла 8 марта 1948 года и была похоронена на кладбище Уилмингтон и Брендивайн в Уилмингтоне, штат Делавэр. Заброшенная государственная больница недалеко от Уилмингтона носит её имя. В 1980 году, в 119-ю годовщину со дня её рождения, Почтовая служба США выпустила в её честь марку номиналом 15 центов.